# Bashù - Il piccolo straniero
Bashù - Il piccolo straniero (in persiano باشو غریبه کوچک‎, Bāshu gharibe-ye kuchak) è un film del 1989 diretto da Bahram Beyzai.

## Trama
In fuga dal villaggio in fiamme, durante la guerra tra Iran e Iraq, un bambino sale fortunosamente a bordo di un camion che corre verso l'ignoto, verso la pace, verso il Nord. Nessuno lo accoglie ed egli vaga solo e impaurito sfuggendo gli umani che parlano farsi, lingua incomprensibile per lui che parla arabo. I primi contatti del bambino sono con gli animali e i bambini: la sua condizione di fuggitivo lo rende selvaggio, lo spinge ad una comunicazione istintuale, animalesca, egli è costretto a muoversi fuori dei codici verbali che conosce e si affida ad un selvatico silenzio ed all'evitamento di qualsiasi contatto con le persone. Ma per fortuna Na'i, una giovane donna, lo nota e lo sa avvicinare; Na'i infatti si prende cura del bambino e "lo addomestica", prendendolo a vivere con sé e i suoi due bimbi, in attesa del ritorno del marito partito in cerca di lavoro. La posizione di Na'i nel villaggio è precaria: senza un uomo deve provvedere ai suoi figli, lavorare i campi e badare alle bestie. La sua decisione di prendere in casa un altro bambino è vista con riprovazione dagli altri abitanti del villaggio vicini di casa o parenti anche perché il bambino è nero. Bashù ha visto morire i suoi genitori e la sorellina bruciati dalle bombe irachene e la vera madre di Bashù compare, come un fantasma, che fa percepire la propria presenza muta e fortissima. Il ritorno del marito di Na'i è quello di un maschio sconfitto e fallito, privo di un braccio, ma segna la ricomposizione finale della famiglia, cui Bashù ormai appartiene.

## Produzione
È stato l'unico film di Adnan Afravian, attore bambino scoperto a 11 anni mentre vendeva frutta per strada ad Ahvaz; nonostante il successo del film, la sua carriera non ha avuto seguito e, dopo problemi di droga, ha lavorato come venditore di sigarette.